# Orimarga (Diotrepha) atribasis
Orimarga (Diotrepha) atribasis is een tweevleugelige uit de familie steltmuggen (Limoniidae). De soort komt voor in het Neotropisch gebied.